# 比勒 (瓦兹省)
比勒（法語：Bulles，法語發音：[byl]）是法国瓦兹省的一个市镇，位于该省中部，属于克莱蒙区。

## 地名
“Bulles”一词在法语中意为“气泡”（复数），但在地名中无此含义。

## 地理
比勒（49°27'34"N, 2°19'34"E）面积16.7 平方千米，位于法国上法蘭西大區瓦兹省，该省份为法国北部内陆省份，北起索姆省，西接厄尔省和滨海塞纳省，南至塞纳-马恩省和瓦兹河谷省，东临埃纳省。
与比勒接壤的市镇（或旧市镇、城区）包括：勒普莱西耶叙比勒、埃叙勒、埃图伊、富尔尼瓦勒、勒梅尼勒叙比勒、雷梅朗格勒。
比勒的时区为UTC+01:00、UTC+02:00（夏令时）。

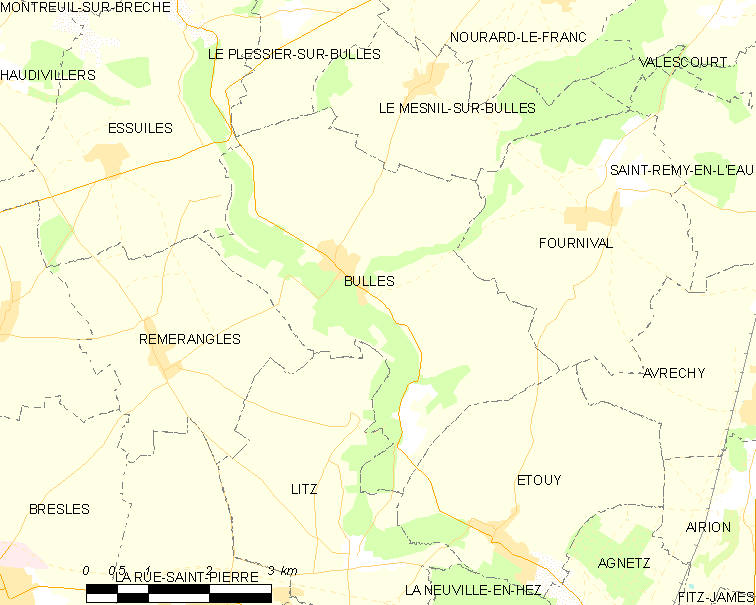
比勒的OSM定位图

## 行政
比勒的邮政编码为60130，INSEE市镇编码为60115。

## 政治
比勒所属的省级选区为圣瑞斯特昂绍塞县。

## 人口

1962-2008年间比勒人口变化图示

比勒于2022年1月1日时的人口数量为851人。